# Autosan
Autosan S.A. — польська компанія в формі акціонерного товариства, що займається виробництвом автобусів. Компанія знаходиться в місті Сянік, Польща. Її торгова мережа включає в себе європейські країни (в тому числі ті, які не є членами ЄС), а також, країни Африки і Азії.

## Історія
До березня 2013 року підприємство випустило 109 407 автобусів. 19 вересня 2013 року було оголошено про банкрутство компанії. 

## Продукція
- автобуси:
  - міжміські автобуси: Autosan A0808T «Gemini»; Autosan A1112T «Ramzes», Autosan Eurolider 12; Autosan Eurolider 13; Autosan A1010T «Lider 3»; Autosan A1012T «Lider»;  Autosan A8V Wetlina;
  - міські автобуси: Autosan Sancity 9; Autosan Sancity 10LF; Autosan Sancity 12LE; Autosan Sancity 12LF; Autosan Sancity 18LF; Autosan Wetlina city; Autosan H7-10MB "Solina"
  - шкільні автобуси: Autosan A0909S Smyk; Autosan A1012T «Eagle RHD»
  - спеціальні автобуси (мікроавтобуси-в'язниці, поліцейські автобуси): Autosan A1010T DW; Autosan H7-10ZK; Autosan H7-10I
- рейкові автобуси та запасні частини до них;
- контейнери

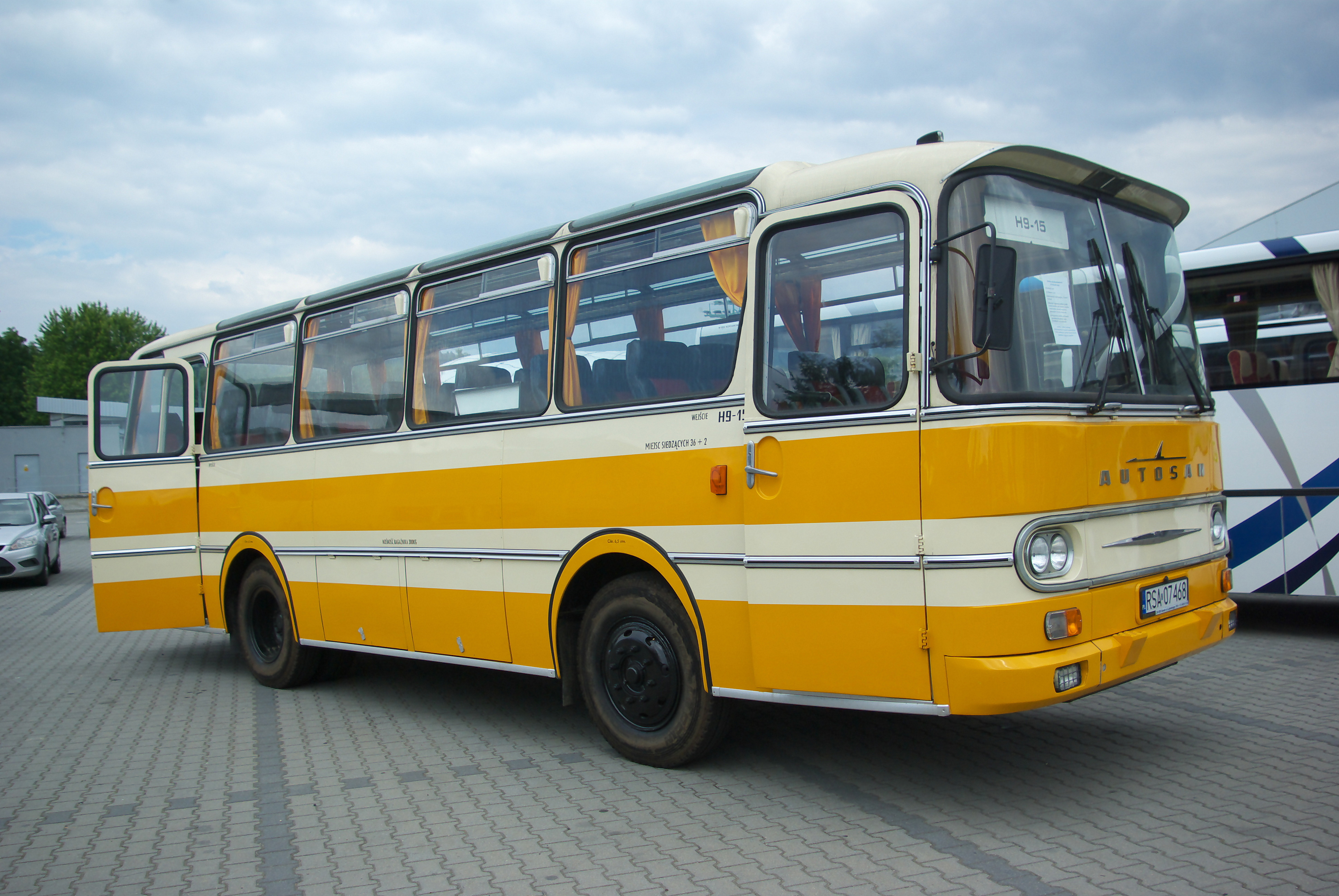
Autosan H9-15
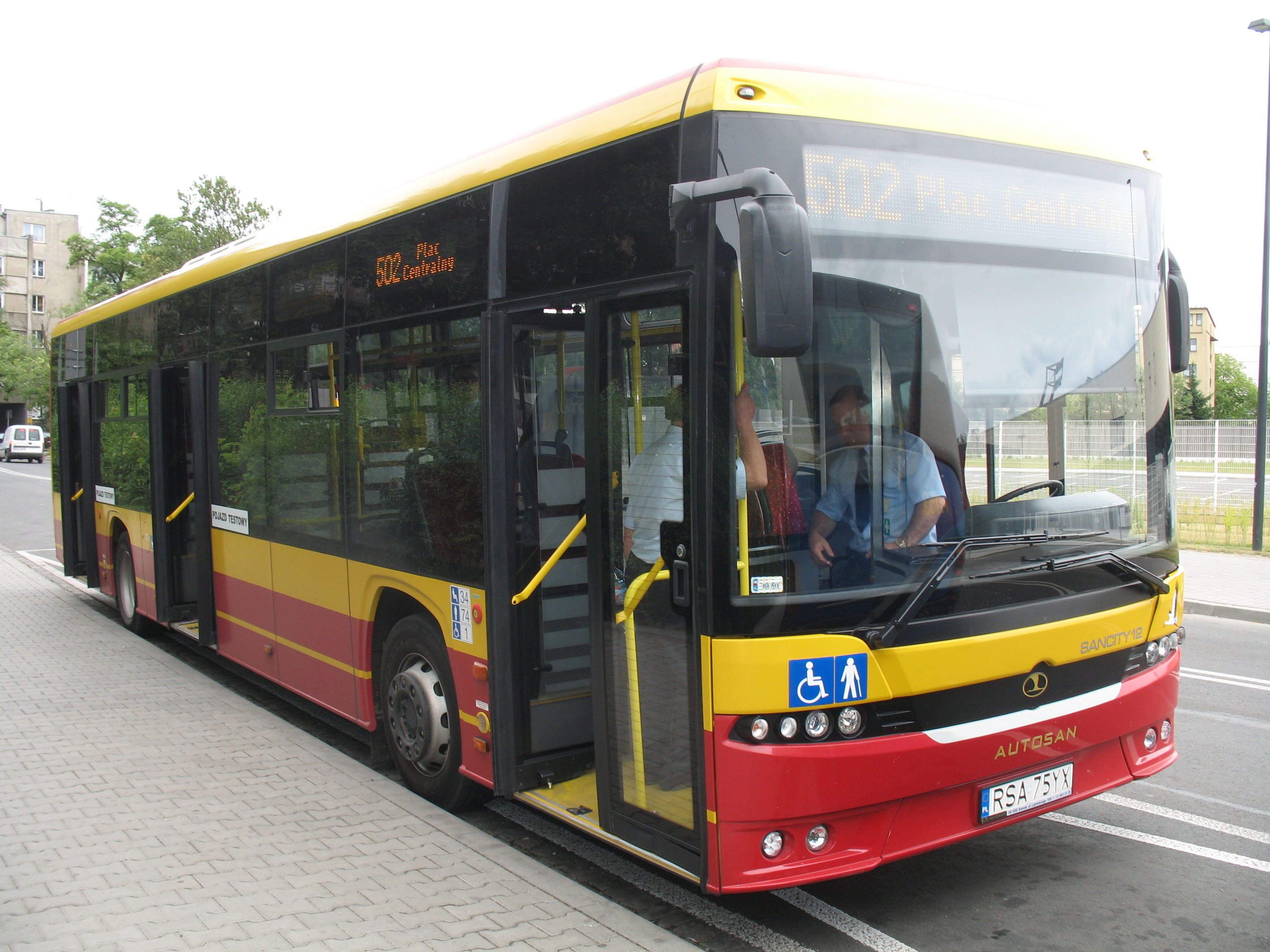
Autosan M12LE Sancity
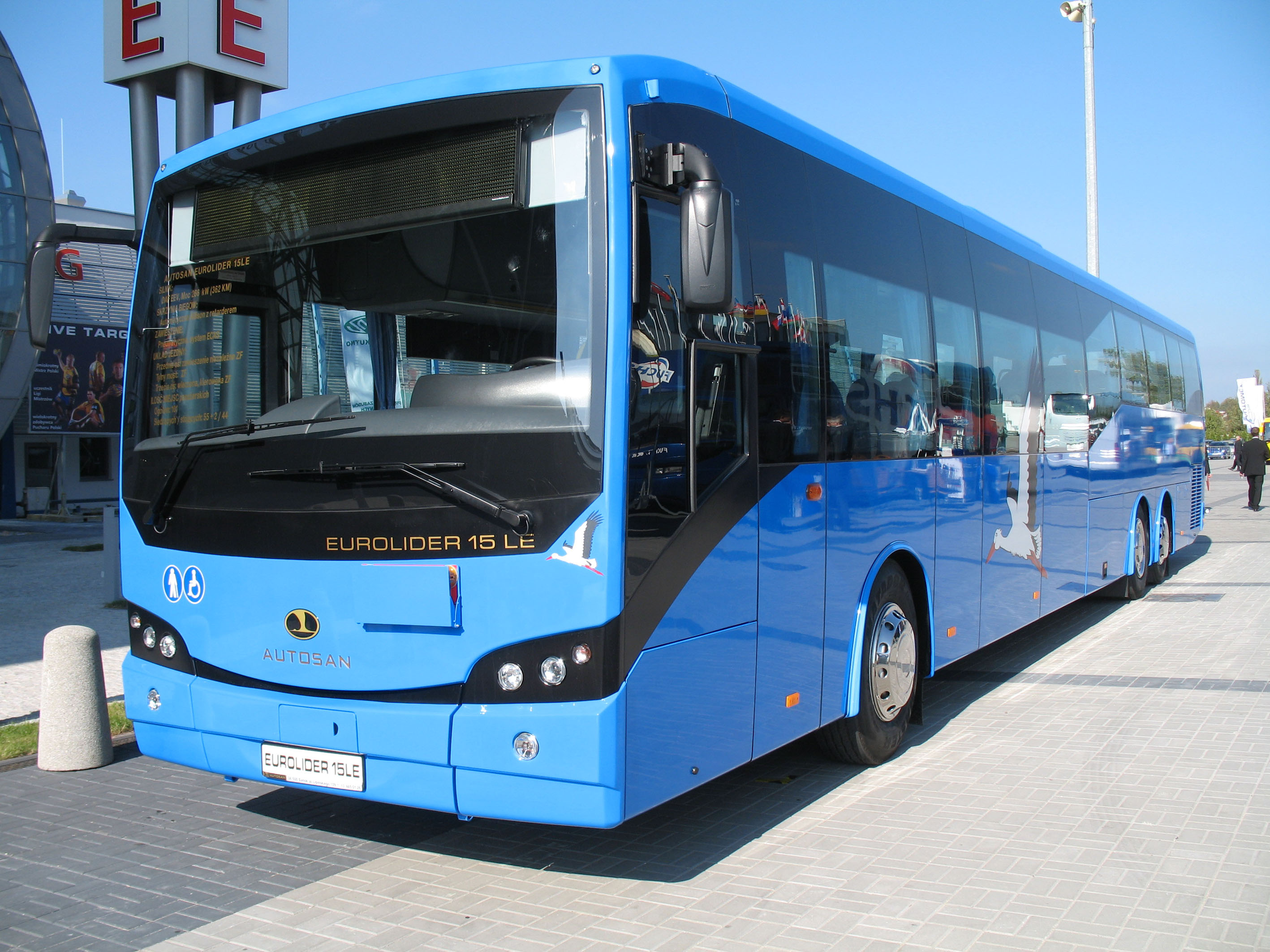
Autosan Eurolider 15 LE